# Jan Porcellis

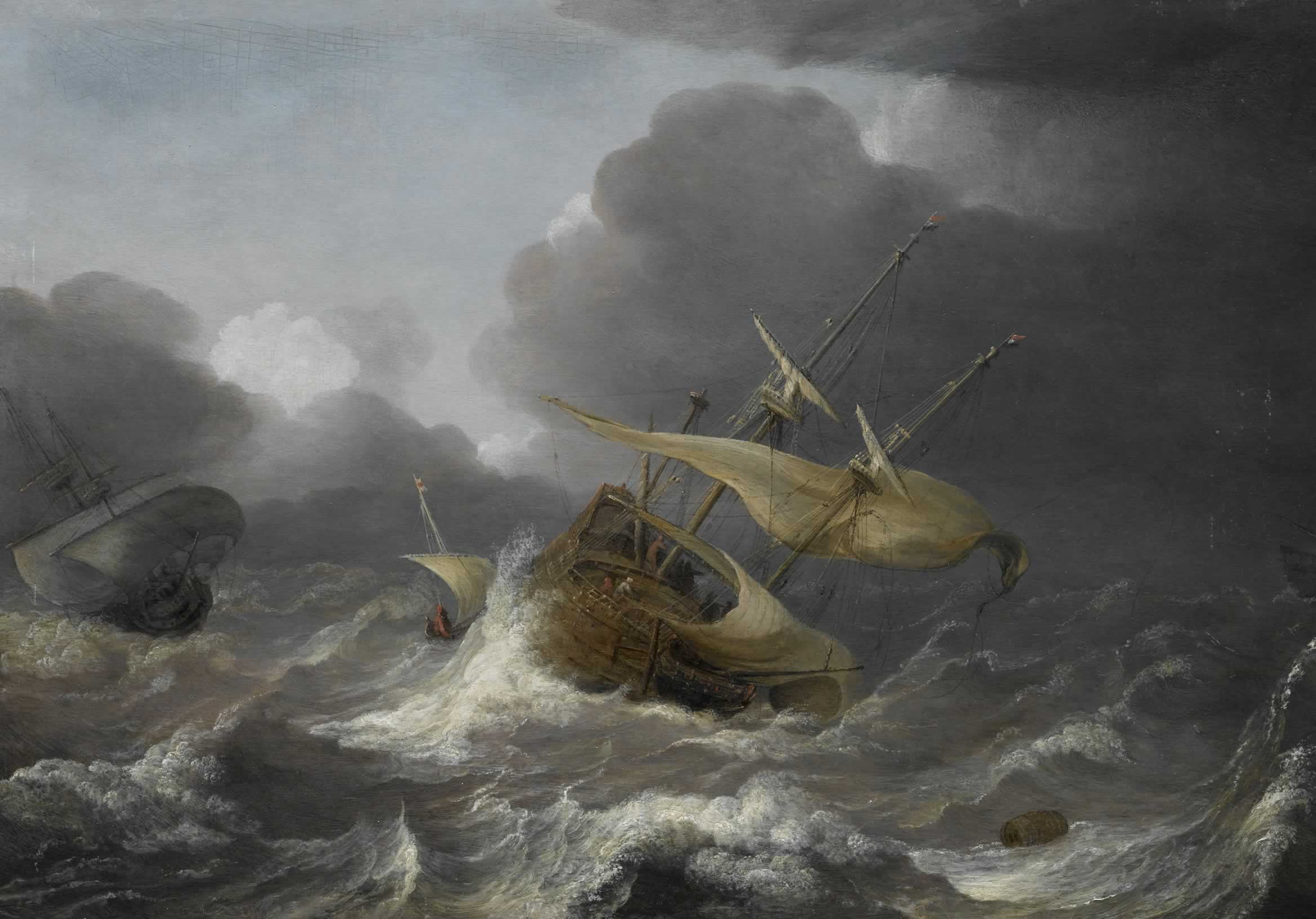
Holenderskie statki podczas sztormu, ok. 1620, National Maritime Museum

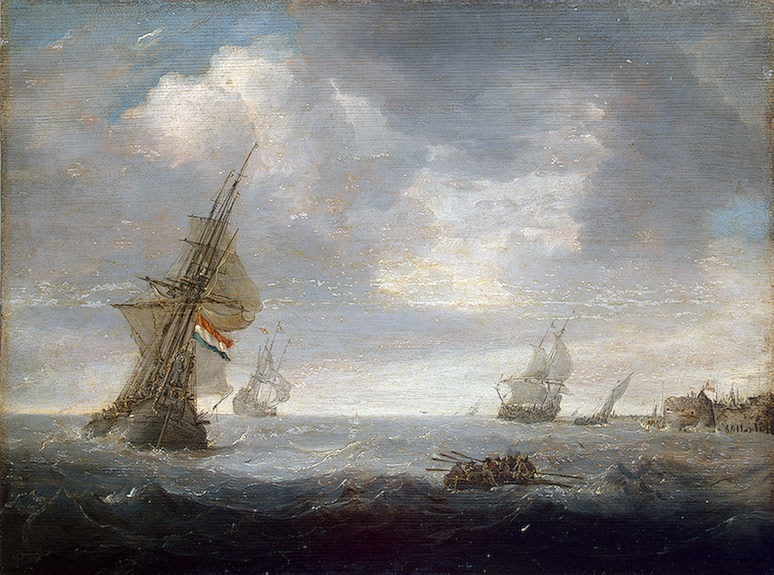
Pejzaż morski, ok. 1630, Ermitaż

Jan Porcellis (ur. ok. 1584 w Gandawie, zm. 29 stycznia 1632 w Zoeterwoude) – holenderski malarz pochodzenia flamandzkiego, uważany za jednego z najwybitniejszych marynistów początku XVII wieku.
Urodził się rodzinie pochodzącej z Flandrii, która wyemigrowała do północnej Holandii z powodu prześladowań hiszpańskich w 1585 roku. Karierę artystyczną rozpoczął prawdopodobnie jako grafik u grawera z Rotterdamu Jana van Doetechuma (zm. 1630), który publikował mapy, ilustracje do książek i ryciny statków. Według holenderskiego historiografa sztuki Arnolda Houbrakena nauczycielem malarza był Hendrick Cornelisz Vroom, jednak ta informacja, podobnie jak wiele faktów z jego życia, nie znalazła potwierdzenia w dokumentach historycznych.
Porcellis uzyskał tytuł mistrzowski gildii św. Łukasza w Antwerpii. Wiele podróżował, wzmiankowano go m.in. w Haarlemie, Amsterdamie, Londynie i Zoeterwoude. Malował wyłącznie mariny, odznaczające się subtelną, niemal monochromatyczną kolorystyką. W odróżnieniu od Vrooma prace Porcellisa nie mają charakteru narracyjnego, lecz są raczej morskimi impresjami. Charakteryzują je poetycki nastrój oraz bogate efekty świetlne i atmosferyczne.
Malarz miał licznych uczniów, najbardziej znani to Simon de Vlieger, Willem van Diest, Hendrick van Anthonissen i Hans Goderis. Syn artysty Julius Porcellis (ok. 1609-1645) także był malarzem marynistą, jednak nie osiągnął poziomu ojca.
Liczne prace artysty rozproszone są w muzeach i galeriach europejskich. Największy zbiór jego obrazów posiada National Maritime Museum w Greenwich. W zbiorach Muzeum Narodowe w Warszawie znajduje się sygnowany obraz Porcellisa z 1629 roku Krajobraz morski.

## Wybrane prace
- Marina, Amsterdam,
- Wzburzone morze, Berlin,
- Burza u wybrzeża, 1631, Londyn,
- Wzburzone morze, Budapeszt.